# Hippaliosina triforma
Hippaliosina triforma är en mossdjursart som beskrevs av Canu och Bassler 1929. Hippaliosina triforma ingår i släktet Hippaliosina och familjen Hippaliosinidae. Inga underarter finns listade i Catalogue of Life.